# P251iS
ムーバ P251iS（ムーバ・ピー に ごー いち アイ エス）は、パナソニック モバイルコミュニケーションズが開発した、NTTドコモの第二世代携帯電話 (mova) 端末製品。

## 概要
2003年1月1日をもって松下通信工業から社名変更したパナソニック モバイルコミュニケーションズの初めての携帯電話。
パナソニックは、2002年夏モデルの初のiショットシリーズの251iシリーズを投入していなかったが、ドコモ向けでパナソニック製で初のカメラ付き携帯電話となったP504iSの後、iアプリ非対応の本機種を発売することになった。
厚さは25mmとP504iSと比べると大きく、丸みを帯びていて、2000年8月発売のパナソニックで初の折りたたみ携帯電話となったP209iSに似たデザインとなった。
背面に、当時としては高画質な6万5,536色表示のTFT液晶を搭載した1.1インチの大型サブディスプレイを搭載している。
カメラは、251iシリーズとしては高画素の約31万画素CCDで、フォトライトを装備する。

## 歴史
- 2003年1月22日：ドコモからD251iSとともに発表。
- 2003年1月24日：発売。
- 2012年3月31日：movaサービス終了により使用はこの日限りとなる。